# 後天性真皮メラノサイトーシス
後天性真皮メラノサイトーシス（英: Acquired dermal melanocytosis）は、顔に発生する後天性皮膚疾患の一つ。ADMと略されることもある。
両側性遅発性太田母斑様色素斑とも呼ぶ。従来は、両側性太田母斑の亜型とされていたが、現在は、独立疾患として扱うのが標準的になってきている。

## 原因・症状・治療
原因
遺伝性も高いとされるが、加齢、日焼け、ホルモンバランスの崩れなどの影響が考えられている。
症状
額の両端、頬骨部、鼻翼部などに、直径1-3 mmのおよそ灰褐色の色素斑が、幾つかまとまって出現する（真皮層にメラニンがある状況）。
小さな点の集合であるためにシミのように見えるが、実際は痣の一種として分類される。
メラニンの深さの程度により、茶褐色→灰色→青と進行変化するため、患部の色はさまざまである。
主な患者層は、思春期から中年の女性で、特に日本人や中国人に多いといわれる。
治療・診断
レーザー治療が効果的とされる。患部に肝斑などが混在していると判別が難しいが、左右対称に発生することが多いのが特徴となっている。

## 関連文献
- Rapini, Ronald P.; Bolognia, Jean L.; Jorizzo, Joseph L. (2007). Dermatology: 2-Volume Set. St. Louis: Mosby. ISBN 1-4160-2999-0
- Aesthtetic Dermatology  Vol.19. No 4 December 2009 村上喜美子・溝口昌子『対称性真皮メラノーシスの臨床と発症病態』